# Nis Albrecht Johannsen
Nis Albrecht Johannsen (11. marts 1888 i Dedsbøl – 15. august 1967 i Dedsbøl) var en nordfrisisk forfatter. Han blev født i 1888 i Dedsbøl (nordfrisisk Deesbel) i Bøkingherred.
Nis Albrecht Johannsen var en central skikkelse i den nordfrisiske bevægelse i 1900-tallet. Han gik blandt andet stærkt ind for indførelse af frisiskundervisning på de offentlige, nordfrisiske skoler. I 1926 udgav han sammen med Katharina Ingwersen en nordfrisisk læsebog. Han skrev også en række digte på nordfrisisk som Bai e swuunewäil (på dansk Ved svanesøen) og Åål bait spanfülj (Bedstemor ved spinderokken). Hans kendteste værk er Gölj, rüüdj, ween (Guld – rød – blå), som udviklede sig til nordfriserens uofficielle hymne. Under anden verdenskrig distancerede Johannsen sig fra den tysk-orienterede nordfrisiske forening og blev sammen med blandt andre Lorenz Conrad Peters i 1948 medstifter af foreningen Nordfriisk Instituut, hvis mål er at overvinde konflikten mellem tysksindede, dansksindede og nationale nordfrisere. En stor del af hans digte blev i 1956 udgivet i antologien Beerid (Høst).